# Baheng
Baheng /=osam klanova; u kineskom Ba Xing,/ narod iz skupine Jao, uže skupine Bunu, naseljen na jugu Kine u provinciji Guizhou i susjednim krajevima Vijetnama u provincijama Tuyên Quang i Hà Giang gdje su poznati kao Pa Then. 

## Običaji Bahenga
Bahengi su poljodjelci, poglavito uzgajivači riže. Žive u porodičnim klanovima unutar kojih je ženidba strogo zabranjena (egzogamija). Nakon rođenja djeteta njegova placenta bit će zakopana ispod poda kuće, koju će nakon smrti njegova duša ponesti sa sobom kada bude odlazila u  'selo duša' , gdje se nalaze i njegovi preci. Svaka Baheng-kuća posjeduje oltar posvećen precima kojima se mole za zaštitu obitelji od bolesti i ozljeda. Duhovima predaka ostavlja se na za to određeno mjesto blizu oltara meso i riža kojima se oni hrane, a prilikom polaganja tijela u sanduk za svaku od 12 duša, koliko ih ima po njihovom vjerovanju, za popudbinu se stavlja 12 mjerica zapržene riže id 1 zdjelica od pješčenjaka. 

## Populacija
Populacija Bahenga iznosi (procjena 2008,) 6,200 za Liping Bahenge u provinciji Guizhou i 51,000 za brojniju skupinu za Sanjiang Bahenge, od čega 6,400 u Vijettnamu i 44,000 u Kini u okruzima Sanjiang, Longsheng, Rong'an i Lingui u Guangxiju i okruzima Rongjiang i Congjiang u Guizhouu.